# Hornow-Wadelsdorf
Hornow-Wadelsdorf este o comună din landul Brandenburg, Germania.